# Eduardo Vílchez López
Eduardo Vílchez López (Torreperogil, 3 de maig de 1932 - Madrid, 1 de juliol de 2016) fou un futbolista espanyol de la dècada de 1950.

## Trajectòria
Nascut a Andalusia, de jove es traslladà a viure a Madrid. El seu primer contacte a alt nivell amb el futbol fou al club Cerámica Cascales, passant a continuació al Getafe Deportivo a primera regional i dues temporades al Rayo Vallecano a tercera divisió. Fou fitxat per l'AD Plus Ultra, club filial del Reial Madrid, amb el qual arribà a ascendir a segona divisió. El 1955 jugà amb la selecció espanyola amateur els Jocs del Mediterrani.
El desembre de 1955 fitxà pel RCD Espanyol, debutant a primera divisió la temporada 1956-57. Jugà a l'Espanyol fins al 1960, essent cedit a la UE Figueres al final de la darrera temporada. A continuació jugà amb el Reial Múrcia CF a segona divisió, CE Alcoià, Albacete Balompié a segona i Aranjuez CF, on finalitzà la seva carrera.
Durant la seva etapa a l'Albacete començà la seva carrera com a entrenador, en la qual ha dirigit diversos clubs modestos, principalment de la zona de Madrid i voltants, com ara UB Conquense, Getafe Deportivo, RSD Alcalá o Aranjuez CF.